# X Games Mexico City
X Games Mexico City er et ekstremsportsevent, som blev afholdt årligt i årene 2007-2008 i Mexico City, Mexico. Der blev konkurreret i disciplinerne Skateboard, BMX og Moto X.